# El brindis
|  | Per a altres significats, vegeu «El brindis (pel·lícula de 2007)». |

El brindis (originalment en francès, Le Discours) és una pel·lícula francesa del 2020 dirigida per Laurent Tirard. És una adaptació de la novel·la homònima de Fabrice Caro publicada el 2018. S'ha subtitulat al català.
Va formar part de les seleccions oficials del Festival de Canes de 2020 i al Festival de l'Alpe d'Huez de 2021.

## Repartiment
- Benjamin Lavernhe: Adrien
- Sara Giraudeau: Sonia
- Kyan Khojandi: Ludo
- Julia Piaton: Sophie
- François Morel: el pare de l'Adrien
- Guilaine Londez: la mare de l'Adrien
- Sébastien Chassagne: Sébastien
- Adeline d'Hermy: Solène
- Sébastien Pouderoux: Romain
- Sarah Suco: Karine
- Marilou Aussilloux: Isabelle
- Christophe Montenez: el xicot de la Solène
- Laurent Bateau: el metge
- Jean-Michel Lahmi: el professor de tecnologia
- Niels Tolila: Justin
- Fabienne Galula: la mare d'en Justin